# Dinosaur Valley State Park

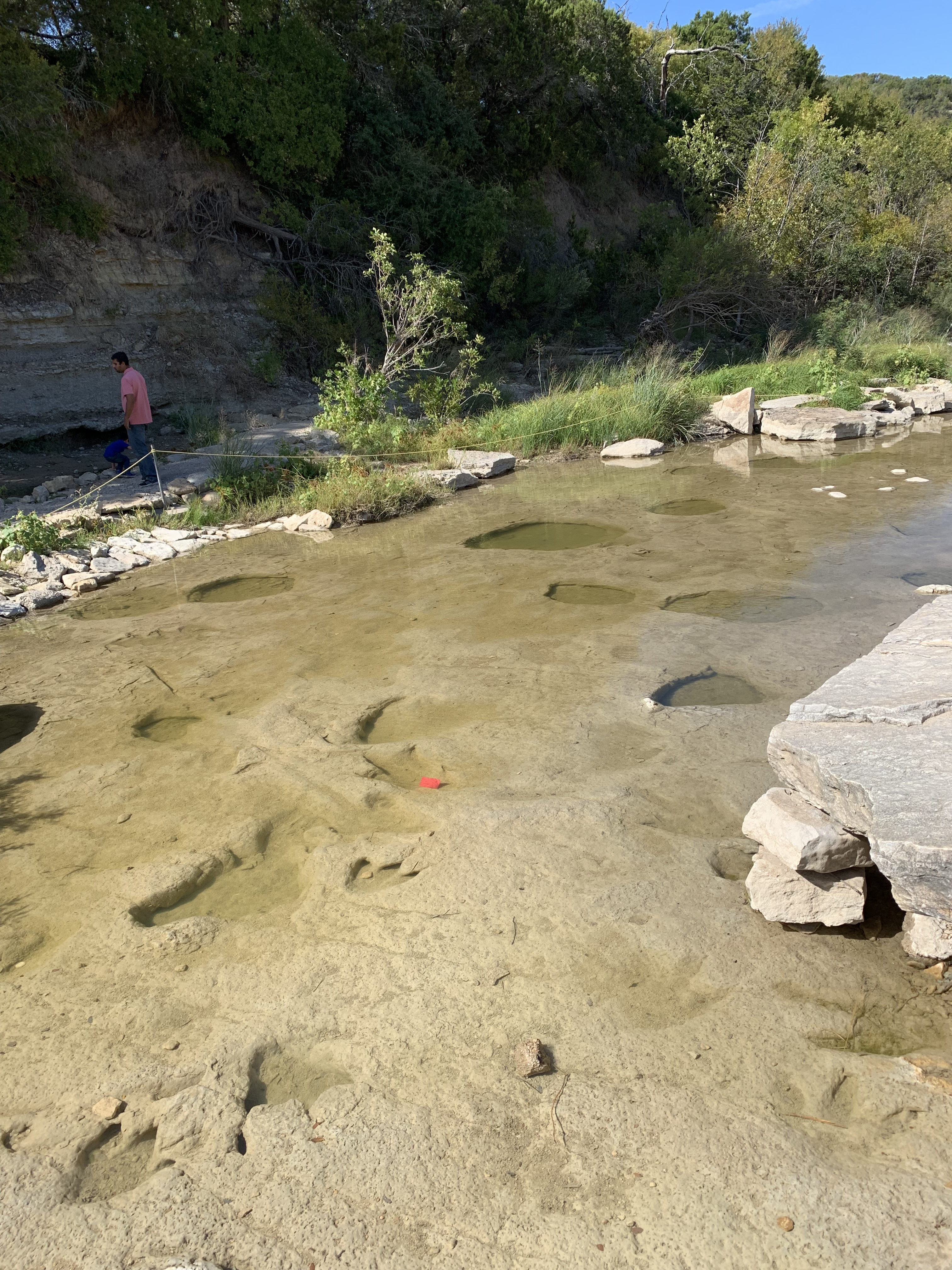
Sporen van sauropode en theropode dinosauriërs

Dinosaur Valley State Park is een staatspark in de buurt van Glen Rose, Texas, Verenigde Staten.

## Geschiedenis
Dinosaur Valley State Park, net ten noordwesten van Glen Rose in Somervell County, Texas, is een schilderachtig staatspark van zeshonderdzeventien hectare aan de Paluxy-rivier. De grond voor het park werd in 1968 verworven van particuliere eigenaren in het kader van het State Parks Bonds-programma en werd in 1972 voor het publiek geopend. Behalve dat het een staatspark is, is het ook een nationaal natuurmonument.

Dergelijke prenten van theropode middenvoeten werden aangezien voor menselijke voetafdrukken

Naar het oosten aflopende kalksteen, zandsteen en moddersteen van de Glen Rose-formatie werden tijdens het Vroeg-Krijt ongeveer 113 miljoen jaar geleden afgezet langs de kusten van de Western Interior Seaway en vormen de geologische setting voor het parkgebied. In de afgelopen miljoen jaar zijn deze gelaagde formaties geërodeerd, doorsneden en gevormd door de Paluxy-rivier die op veel plaatsen de sedimenten tot resistente bedden heeft afgesleten en aanzienlijke rotspartijen in de rivierbodem heeft blootgelegd.